# Zaunschrecke
Die Zaunschrecke (Sepiana sepium) ist eine Langfühlerschrecke aus der Unterfamilie der Tettigoniinae innerhalb der Überfamilie der Laubheuschrecken.

## Merkmale
Die Zaunschrecke ist der Roesels Beißschrecke auf den ersten Blick sehr ähnlich. Sie besitzt sehr lange Hinterbeine, an deren Unterschenkeln kleine Stacheln sitzen. Die Fühler sind etwa körperlang, die ungefleckten braunen Flügel reichen bis zur Mitte des Hinterleibs. Die Schrecke hat eine graubraune bis rötliche Grundfarbe, zeigt aber im Gegensatz zur Roesels Beißschrecke keine grünen Partien am Körper. Ihre Halsschildseitenlappen sind schwarz, hellgelb oder weißlich gerandet und durch einen hellen Längsstrich farblich klar von der oft dunkel gezeichneten Oberseite abgegrenzt. Über dem rötlichbraunen Facettenauge befindet sich ein dunkler Fleck, der durch einen weißlichen Strich nach hinten zerteilt ist. Der untere Kopf ist oft rötlich getönt. Der Hinterleib ist weitgehend einfarbig. Die Beine sind dunkelbraun oder dunkelgrau gefärbt. Auf dem Hinterschenkel zieht sich ein schwarzer Streifen, der vorne hellgrau und hinten dunkel gerandet ist. Die Cerci des Männchens sind kurz hinter der Mitte gezähnt. Beim Weibchen weisen die 6. und 7. Bauchplatte je ein Höckerpaar auf. Die Zaunschrecke erreicht eine Körperlänge von 20 bis 27 Millimetern.

## Lebensweise und Verbreitung
Die Zaunschrecke lebt sowohl an Waldrändern und in Buschland und Gebüschen als auch auf langgrasigen Wiesen. In ihrem Verbreitungsgebiet ist sie fast überall häufig. Es reicht von Portugal über Spanien, Südfrankreich, Italien und die Balkanhalbinsel am Schwarzen Meer entlang bis in die Türkei und nach Südwestrussland. Imagines treten von Juli bis September auf. Ihr Gesang besteht aus hoch kratzenden Lauten, die in sehr kurzem Abstand zueinander vorgetragen werden.

## Systematik
Die Zaunschrecke wurde ursprünglich 1854 von Yersin unter dem wissenschaftlichen Namen Decticus sepium beschrieben. Einige spätere Autoren ordneten sie den Gattungen Platycleis und Metrioptera zu, wonach sie dann Platycleis sepium und Metrioptera sepium genannt wurde. Heute ist ihre Systematik noch immer umstritten. Sie wird in eine eigene Gattung, Sepiana, gestellt, gelegentlich aber auch als Angehörige der Untergattung Sepiana innerhalb der Gattung Platycleis.